# Berrouaghia
Berrouaghia (în arabă البرواقية) este o comună din provincia Médéa, Algeria.
Populația comunei este de 60.152 locuitori (2008).